# Guettarda mattogrossensis
Guettarda mattogrossensis är en måreväxtart som beskrevs av Spencer Le Marchant Moore. Guettarda mattogrossensis ingår i släktet Guettarda och familjen måreväxter. Inga underarter finns listade i Catalogue of Life.